# Pristimantis laticlavius
Espèce
Synonymes
- Eleutherodactylus laticlavius Lynch & Burrowes, 1990

Statut de conservation UICN

 VU  : Vulnérable
Pristimantis laticlavius est une espèce d'amphibiens de la famille des Craugastoridae.

## Répartition
Cette espèce se rencontre entre 1 200 et 2 565 m d'altitude sur le versant Ouest de la cordillère Occidentale  :
- en Colombie dans le département de Nariño ;
- en Équateur dans les provinces de Carchi, d'Esmeraldas et de Pichincha.

## Description
Les mâles mesurent de 25,3 à 26,3 mm et les femelles de 39,2 à 41,6 mm.

## Publication originale
- Lynch & Burrowes, 1990 : The frogs of the genus Eleutherodactylus (family Leptodactylidae) at the La Planada Reserve in southwestern Colombia with descriptions of eight new species. Occasional Papers of the Museum of Natural History University of Kansas, no 136, p. 1-31 (texte intégral).